# Charles Giron
Charles Alexandre Giron (Genève, 2 april 1850 - Genthod, 9 juni 1914) was een Zwitsers kunstschilder. Hij schilderde vooral landschappen en portretten.

## Biografie
Giron ging aanvankelijk in de leer bij een emailleur, maar schakelde al snel over op de schilderkunst. In 1872 vertrok hij naar Parijs, waar hij werkte in het atelier van Alexandre Cabanel en studeerde aan de École des Beaux-Arts. Vanaf 1876 exposeerde hij meermaals in de Parijse salon.
Giron schilderde voornamelijk Zwitserse berglandschappen en estheticistische portretten. In zijn portretten is de invloed herkenbaar van John Singer Sargent, wiens werk hij zeer bewonderde.
Giron woonde en werkte ook een periode in Nederland en België. Ook reisde hij naar Engeland. In 1897 keerde hij terug naar Zwitserland, naar de omgeving van Genève, waar hij een belangrijke rol in het Zwitserse kunstenaarsleven van rond 1900 innam. In Zwitserland geniet hij nog steeds bekendheid door zijn Le berceau de la confédération (1902), een enorm landschap dat hij maakte voor de plenaire zaal van de Nationale Raad in het Parlementsgebouw te Bern, waar het nog steeds hangt. Hij overleed in 1914, op 64-jarige leeftijd.

## Onderscheidingen
- België: Leopoldsorde
- Frankrijk: Legioen van Eer

## Galerij

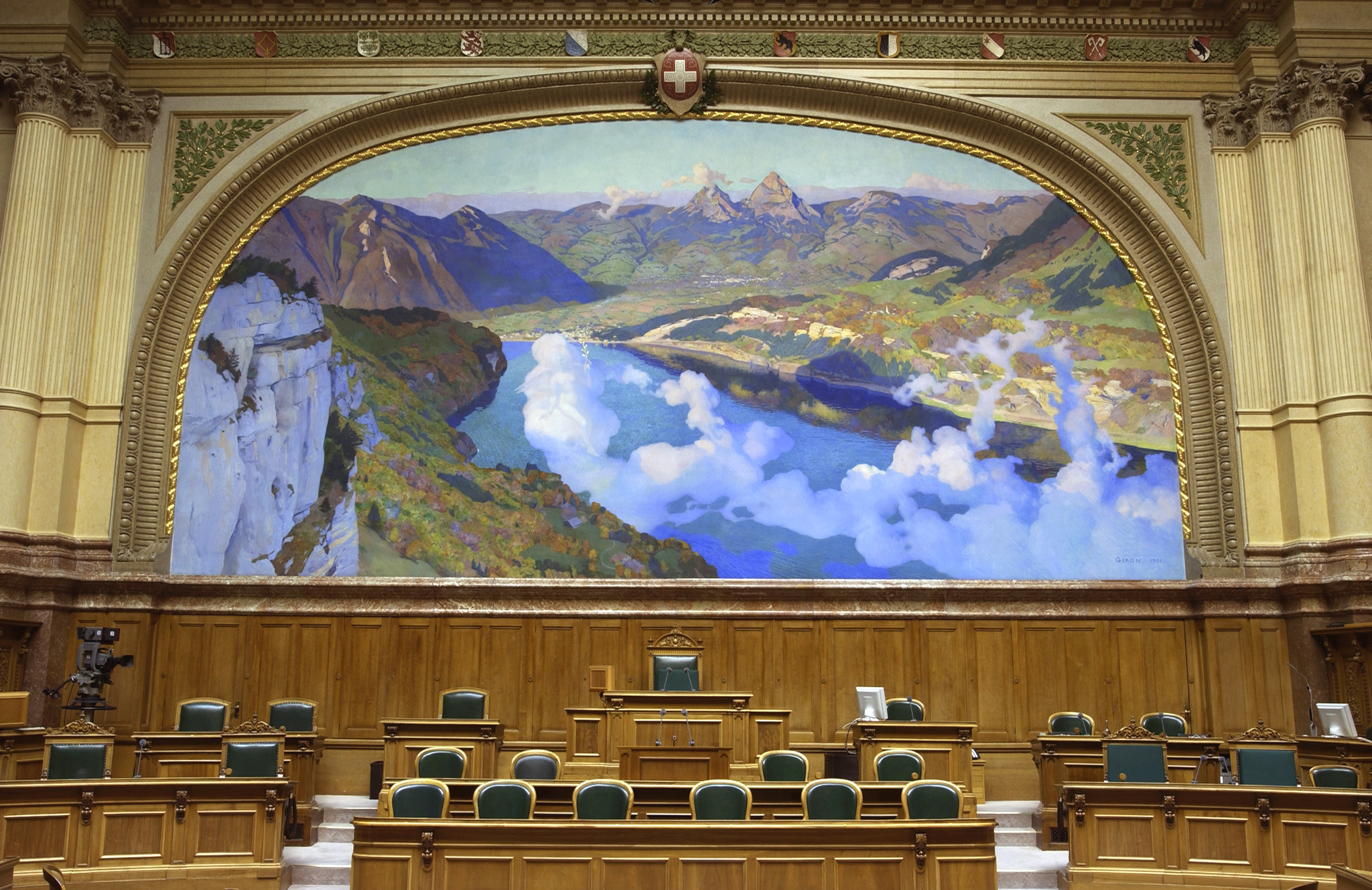
Le berceau de la confédération
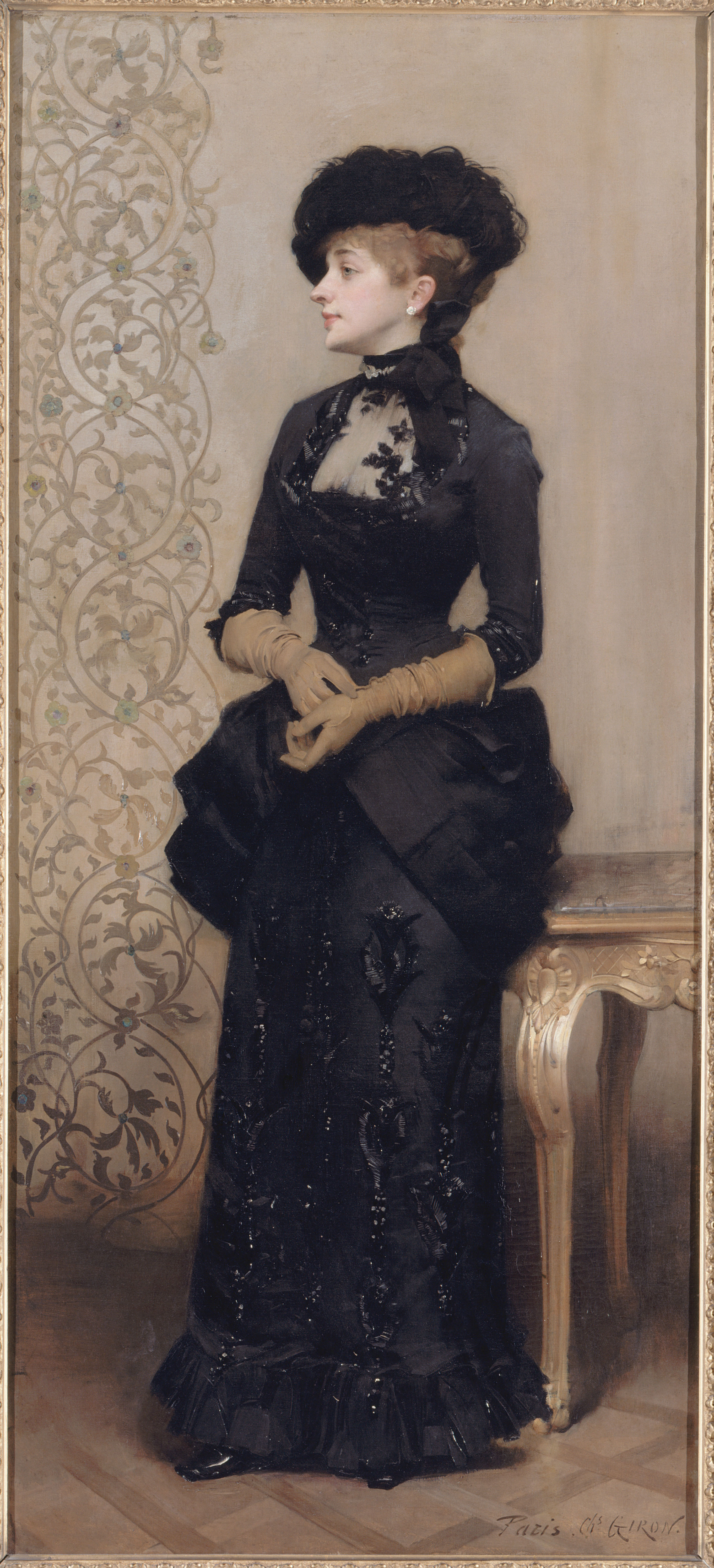
Femme aux gants
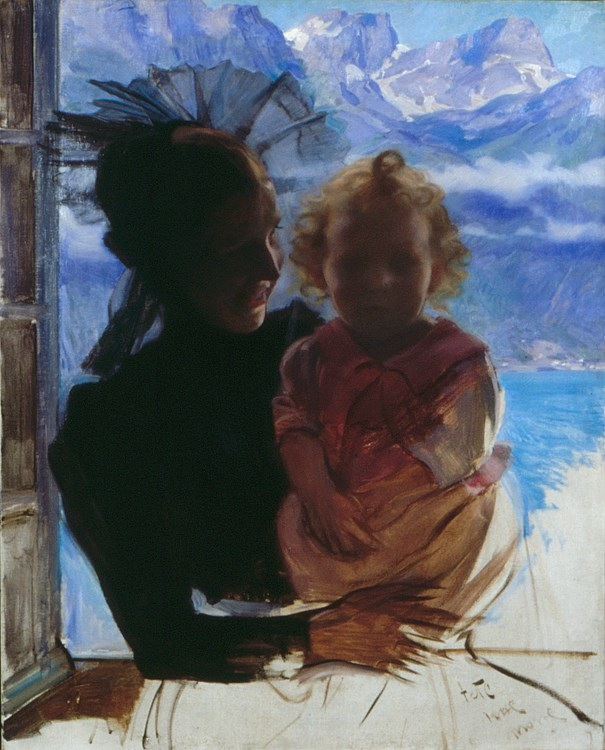
Contre jour